# Mosesbrunnen (Dijon)

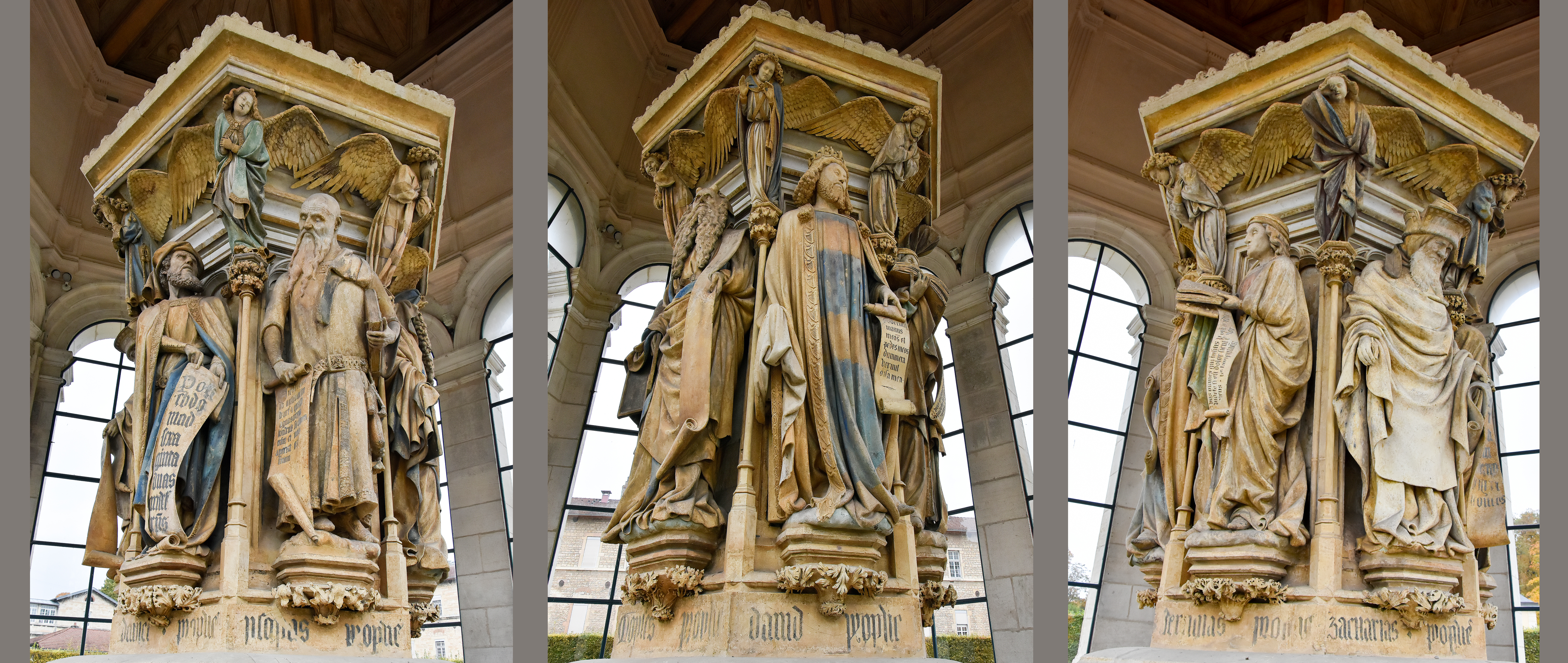
Der Mosesbrunnen

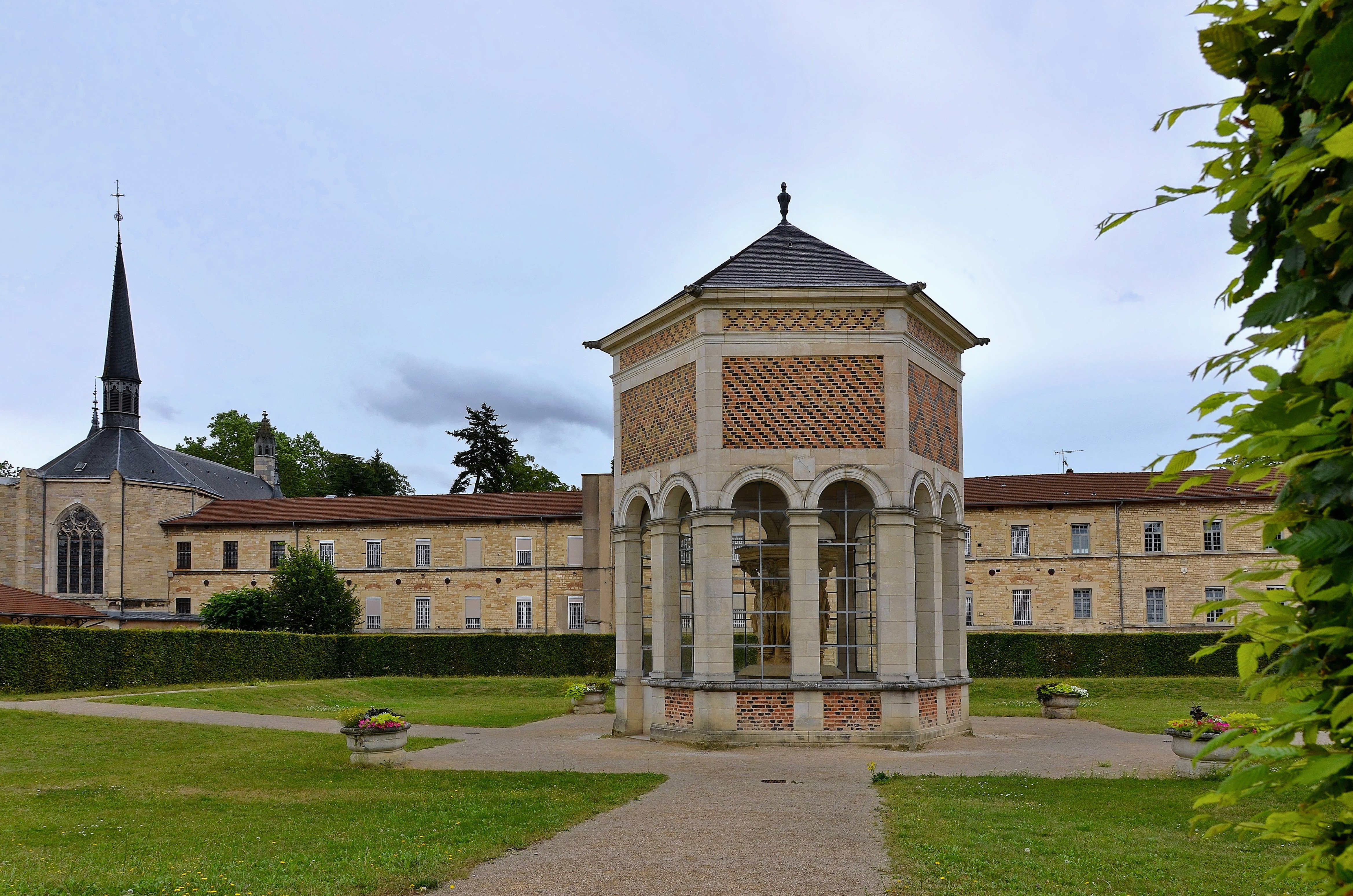
Der Schutzbau

Der Mosesbrunnen in der Chartreuse de Champmol in Dijon ist das Hauptwerk Claus Sluters (um 1350–1405/06). Er steht außerhalb des Stadtzentrums von Dijon im Garten des ehemaligen Klosters Champmol im Bereich der ehemaligen Grabkirche der Herzöge von Burgund. Heute befindet sich hier eine psychiatrische Anstalt.
Der von 1395 bis 1405 geschaffene Brunnen war ursprünglich als monumentaler Kalvarienberg für den Kreuzgang ausgeführt, der durch den Abriss des Klosters in der Französischen Revolution heute verschwunden ist. Die Prophetengruppe bildete einst den Sockel eines Kruzifixes, das sich über einem Brunnen an dem beliebten Wallfahrtsort erhob.
Sechs Prophetenfiguren (Mose, David, Jeremia, Sacharja, Daniel, Jesaja) stehen im Brunnensockel. Jeder Prophet mit einem Spruchband, das die jeweilige Weissagung trägt. Bekrönt wurde der Brunnen durch eine Kreuzigungsgruppe mit Christus am Kreuz, Maria, Johannes und Magdalena zu Füßen, die nur noch als Fragment erhalten ist. Dieser Hauptteil des Werkes war schon vor der Französischen Revolution weitgehend zerstört oder verschwunden. Die erhaltene Brunnenanlage befindet sich heute in einem kapellenartigen Schutzbau mit Glasfenstern.
Der Mosesbrunnen ist das dritte und bekannteste Werk Sluters, welches als Höhepunkt seiner Schaffensphase gesehen werden kann. Wahrscheinlich beruht der Brunnen auf der Idee des „Fons vitae“, des Lebensbrunnens. Zwischen dem 24. September 1405 und dem 31. Januar 1406 starb der niederländische Bildhauer Claus Sluter in Dijon. Sein Werk lässt erkennen, dass er zu diesem Zeitpunkt die Höhe seines Lebens bereits überschritten hatte und an der Schwelle des Greisenalters stand.

## David und Jeremias
David mit der Königskrone – rechts daneben Jeremias mit dem Buch. Ein sechsstimmiger Klagegesang steigt von den Spruchbändern zum ehemals vorhandenen Kreuz empor. Auf diesen Bändern stehen Aussagen Christi. Der große niederländische Kulturhistoriker Johan Huizinga hat den Brunnen folgendermaßen beschrieben: „Die ganze Darstellung bietet im höchsten Maße Züge des geistlichen Spieles. Das liegt in dem außergewöhnlich stark Sprechenden der Darstellung. Das geschriebene Wort der Aufschriften nimmt in dieser Gruppe einen wichtigen Platz ein. Man dringt zum Verständnis des Werkes erst durch, wenn man die ganze heilige Tragweite jener Texte in sich aufnimmt.“
Bei David: „Foderunt manus meas et pedes meos, dinumeravi omnia ossa mea“ („Sie haben meine Hände und Füße durchgraben; ich kann alle meine Gebeine zählen“).
Der Text auf dem Spruchband des Jeremias lautet: „O vos omnes qui transitis per viam, attendite et videte si est dolor sicut dolor meus“ – „O ihr alle, die ihr vorübergehet: schauet doch und sehet, ob irgendein Schmerz sei wie mein Schmerz“.

## Daniel
Der Spruch des Daniel lautet: „Post ebdomades sexaginta duas occidetur Christus“ („Und nach den zweiundsechzig Wochen wird der Gesalbte getötet werden“). Nahaufnahmen zeigen, mit welcher detailgenauen Charakterisierung Sluter diese herrschaftliche Figur ausgestattet hat. Eine gewisse Ähnlichkeit zu den hundert Jahre jüngeren Figuren des Michelangelo ist nicht zu übersehen.

## Moses
Die mächtigste Gestalt der ganzen Gruppe ist Moses. Diese alttestamentliche Prophetenfigur ist das wohl berühmteste Werk Claus Sluters mit seiner für die damalige Zeit und auch heute noch spürbaren ungeheueren Wucht, die allein schon durch die Gewandfaltung hervorgerufen wird. Auch Michelangelo hat später bei seinem Moses mit solchen Mitteln gearbeitet. Vom eigentlichen Körper des Moses sind nur die fast verdeckten Finger der Hände und der Teil des Gesichtes zu sehen, der nicht von dem mächtigen Bart überdeckt wird.
Der Blick des Mannes beweist die zürnende Entschlossenheit, mit der er bereit ist, sein Volk durch alle Widerstände hindurch ins Gelobte Land zu führen. Der Betrachter wird durch diesen Blick unmittelbar angesprochen. Von philosophischer Reserviertheit und gedanklicher Reflexion ist hier keine Rede. Das sind in erster Linie handelnde Figuren.
Spruch: „Immolabit agnum universa multitudo filiorum Israhel ad vesperam“ („Die ganze Gemeinde Israel soll das Lamm schlachten gegen Abend“).
Man muss sich das Werk auch noch in seiner Vielfarbigkeit vorstellen, die sich aus den erhaltenen Farbresten rekonstruieren lässt, so wie es Jean Maelweel (oder auch geschrieben Jean Malouel) bemalt und Hermann von Köln vergoldet hatte. Hier war kein bunter oder drastischer Effekt ausgespart. Auf den grünen Sockeln standen die Propheten in goldenen Mänteln, Moses und Sacharja in roten Übergewändern, die Mäntel blau gefüttert, der des David ganz in Blau mit goldenen Sternen, bei Jeremias in Dunkelblau, bei Jesaias, dem Betrübtesten von allen, in Brokat. Goldene Sonnen und Initialen füllten die freien Stellen, nicht zu vergessen die Wappen etc.

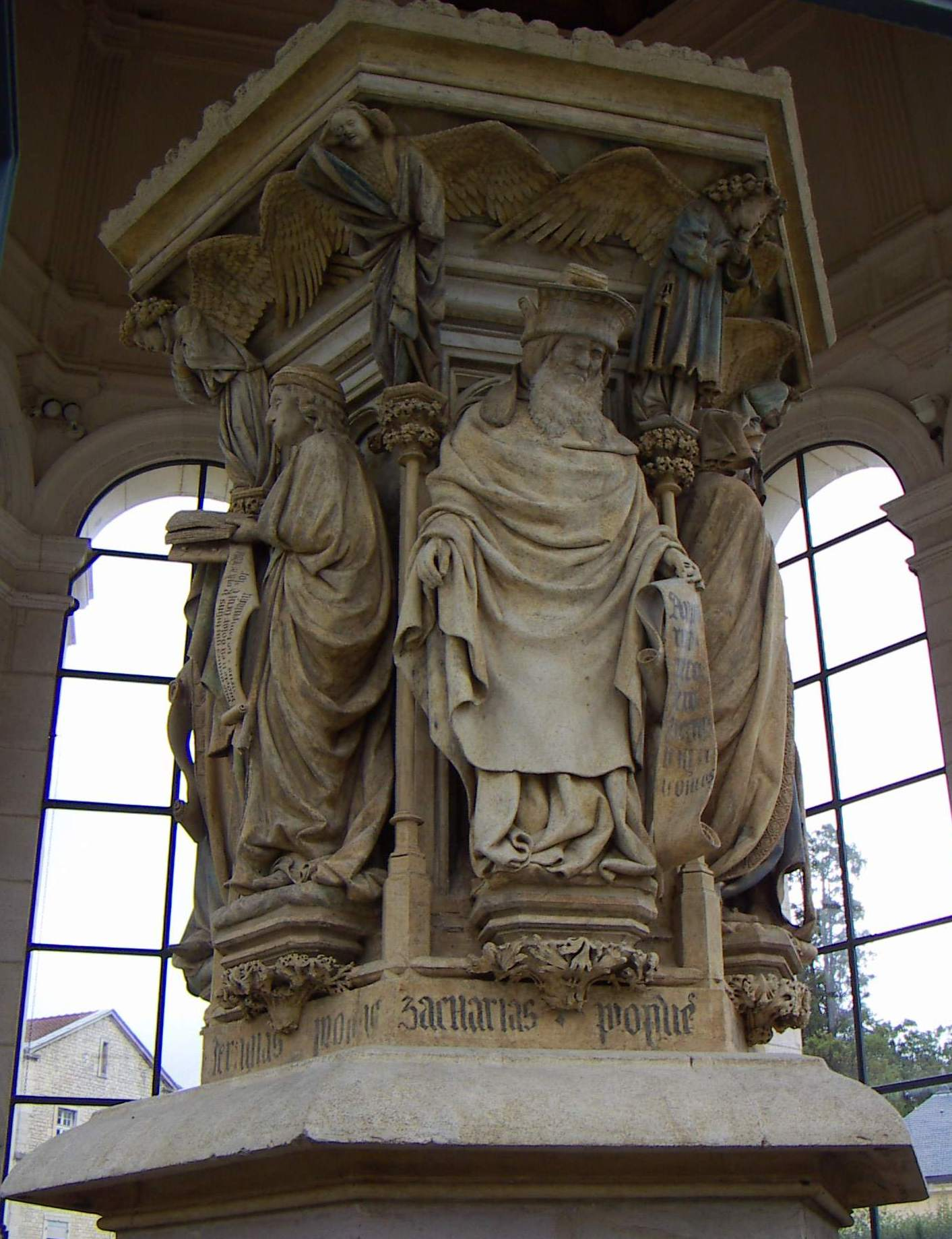
Mosesbrunnen, Dijon, Jeremias und Zacharias
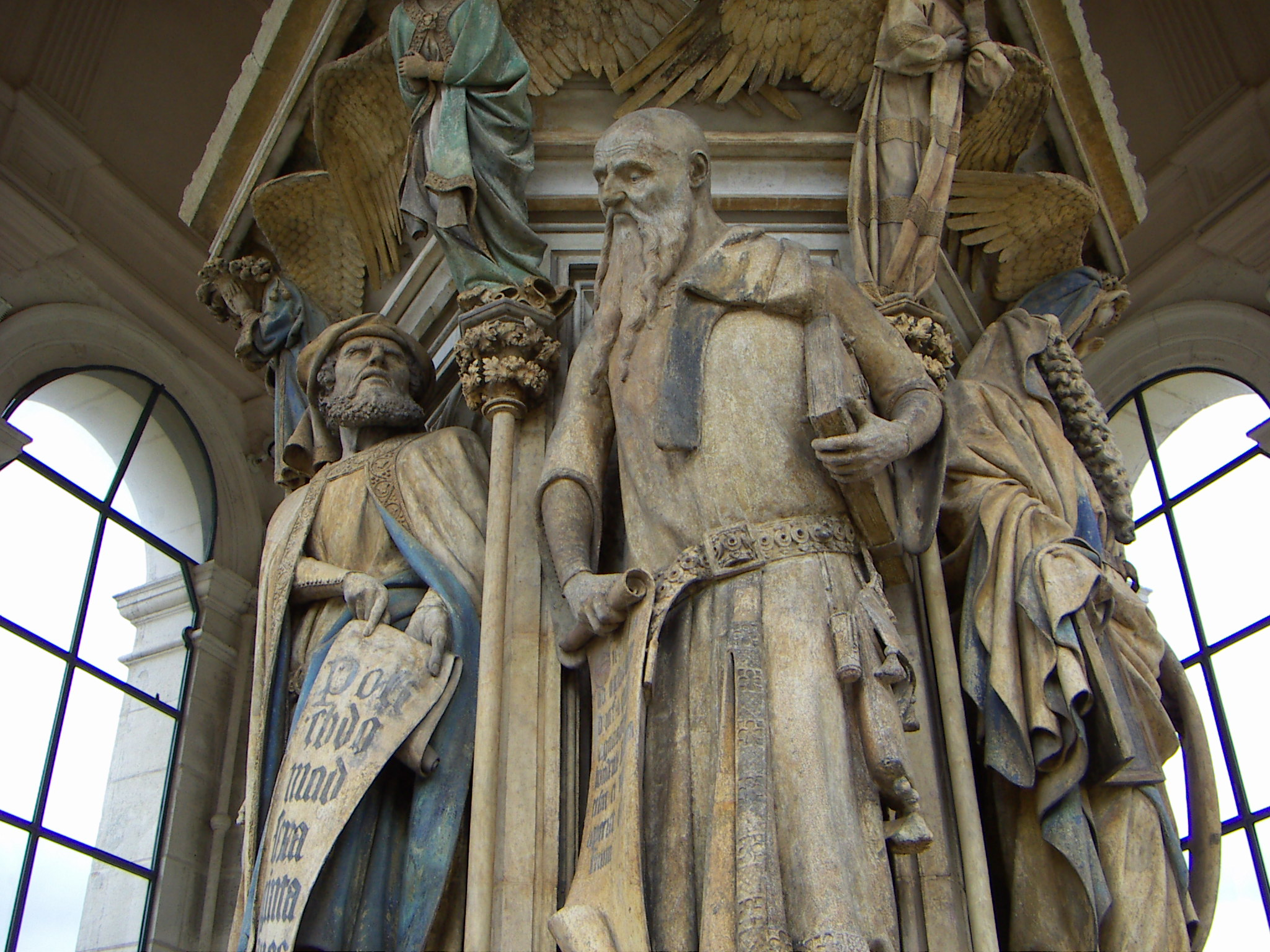
Daniel und Jesaja
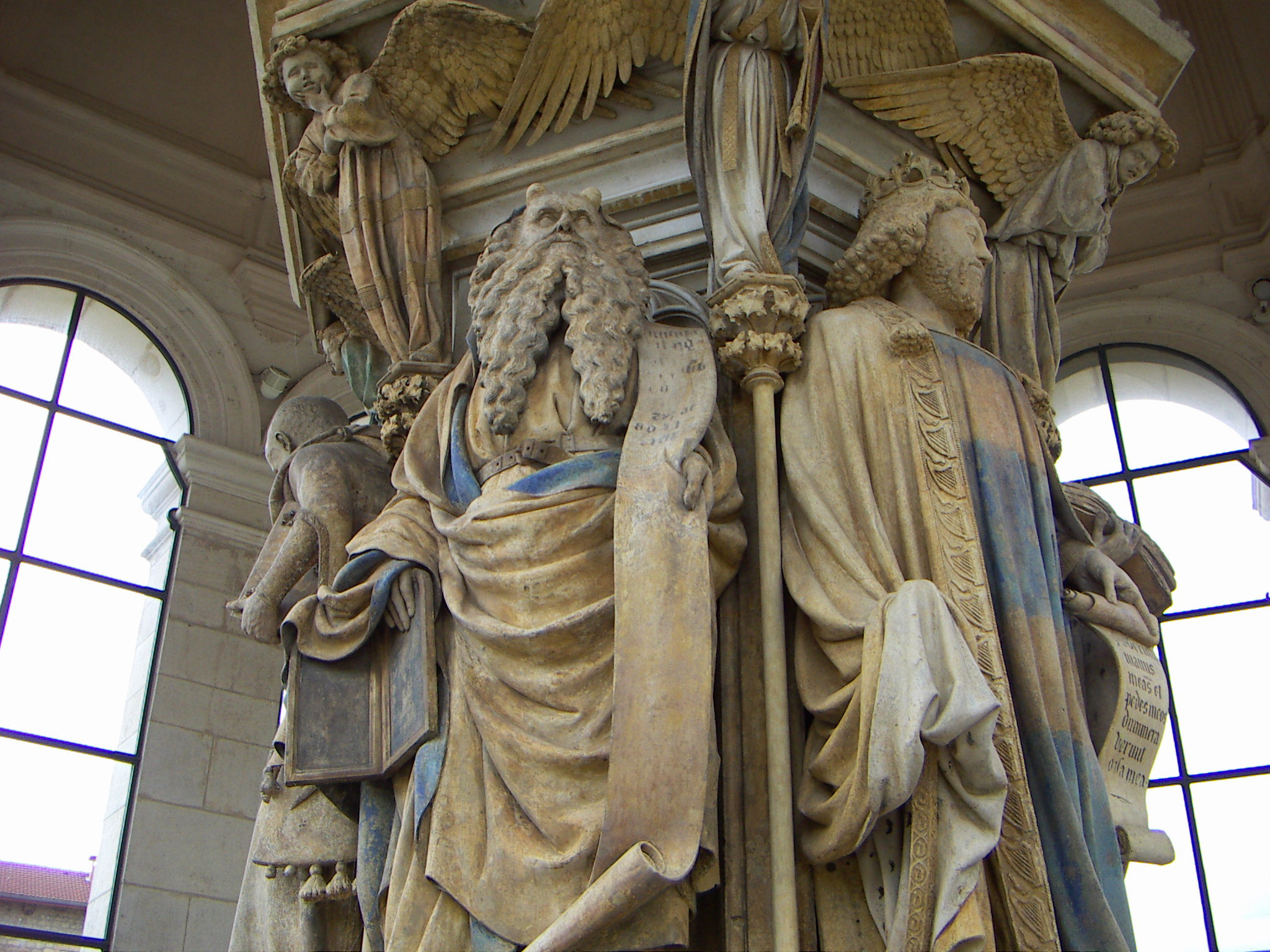
Moses und David
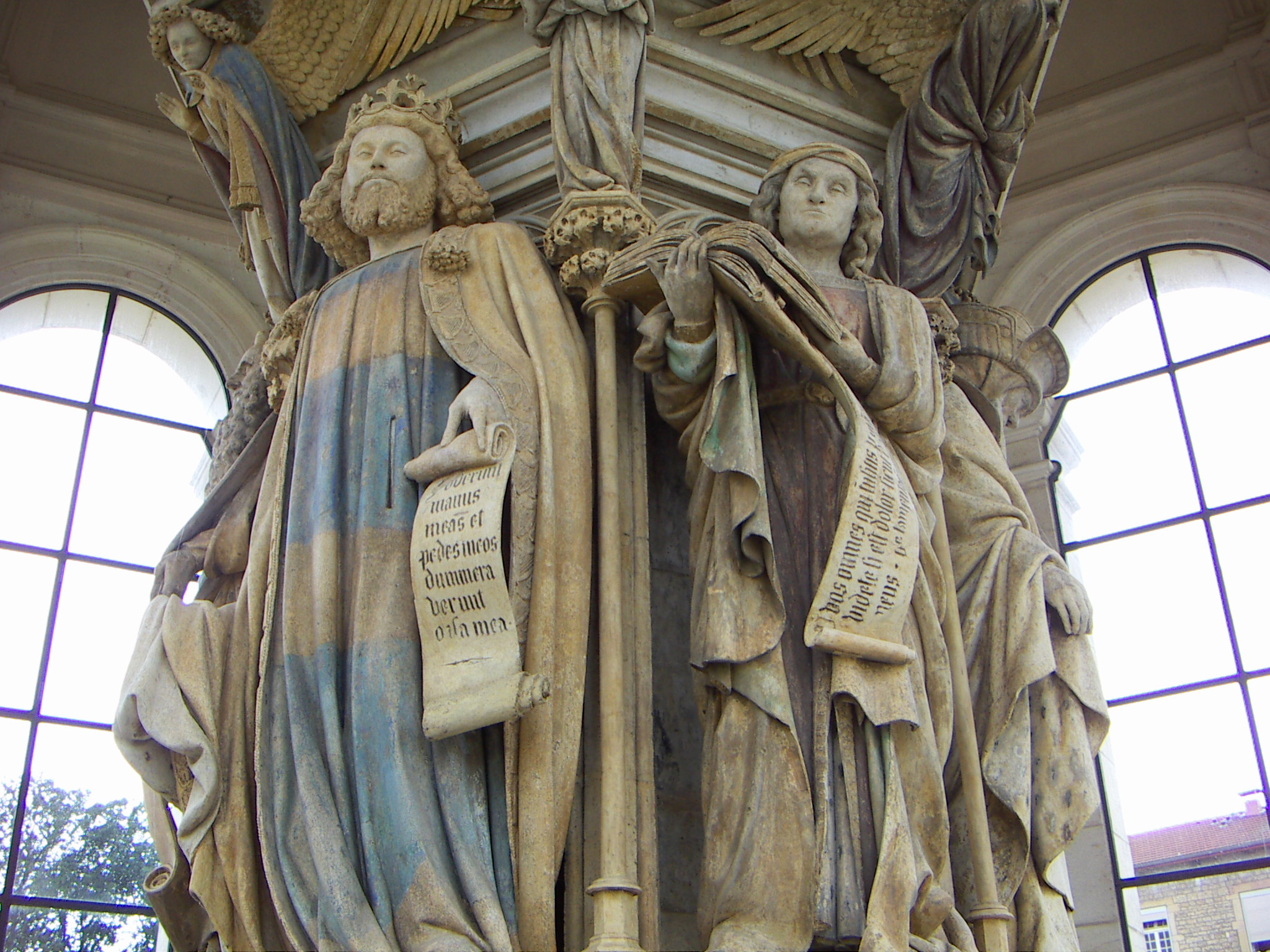
David und Jeremias
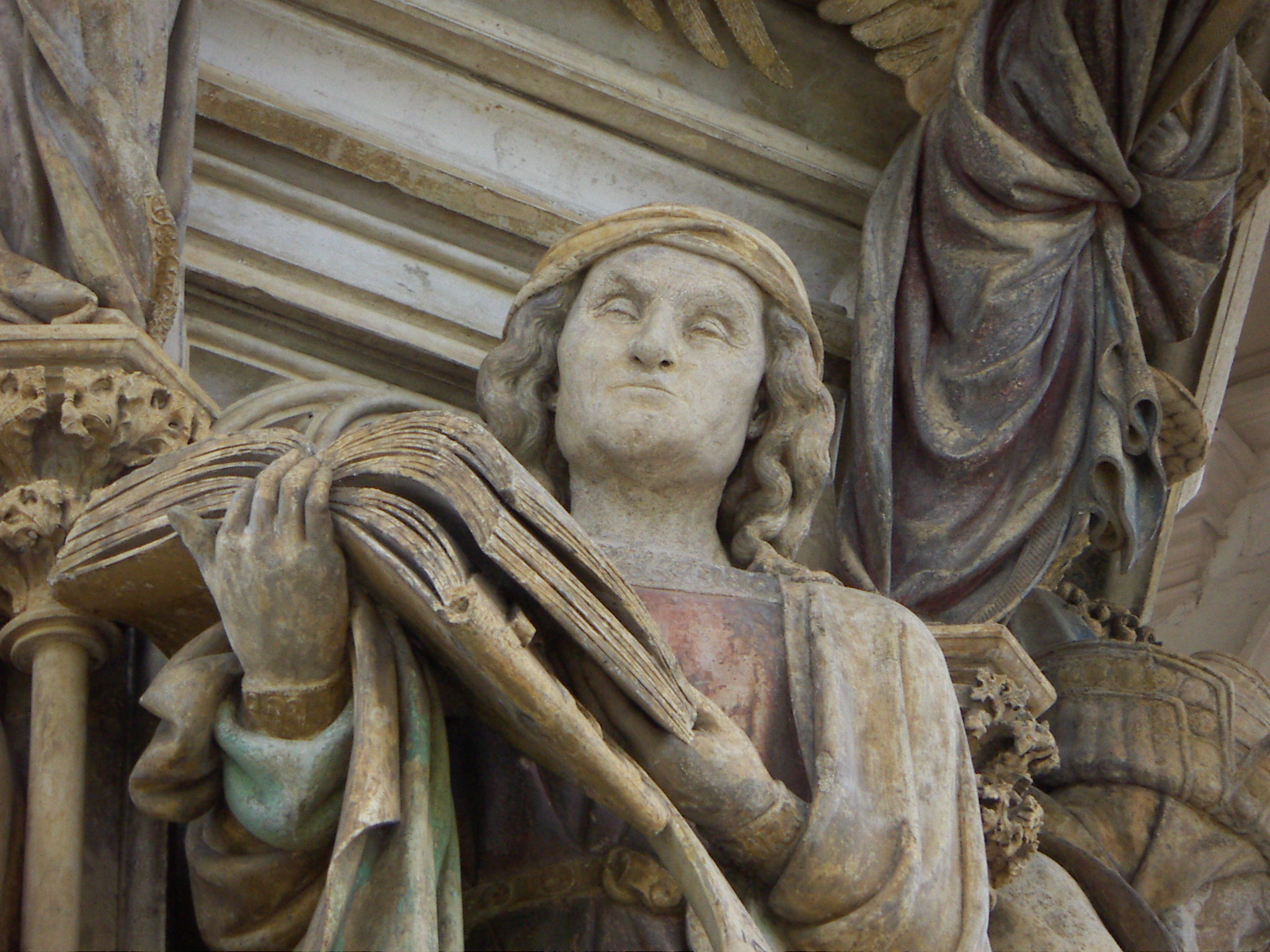
Jeremias
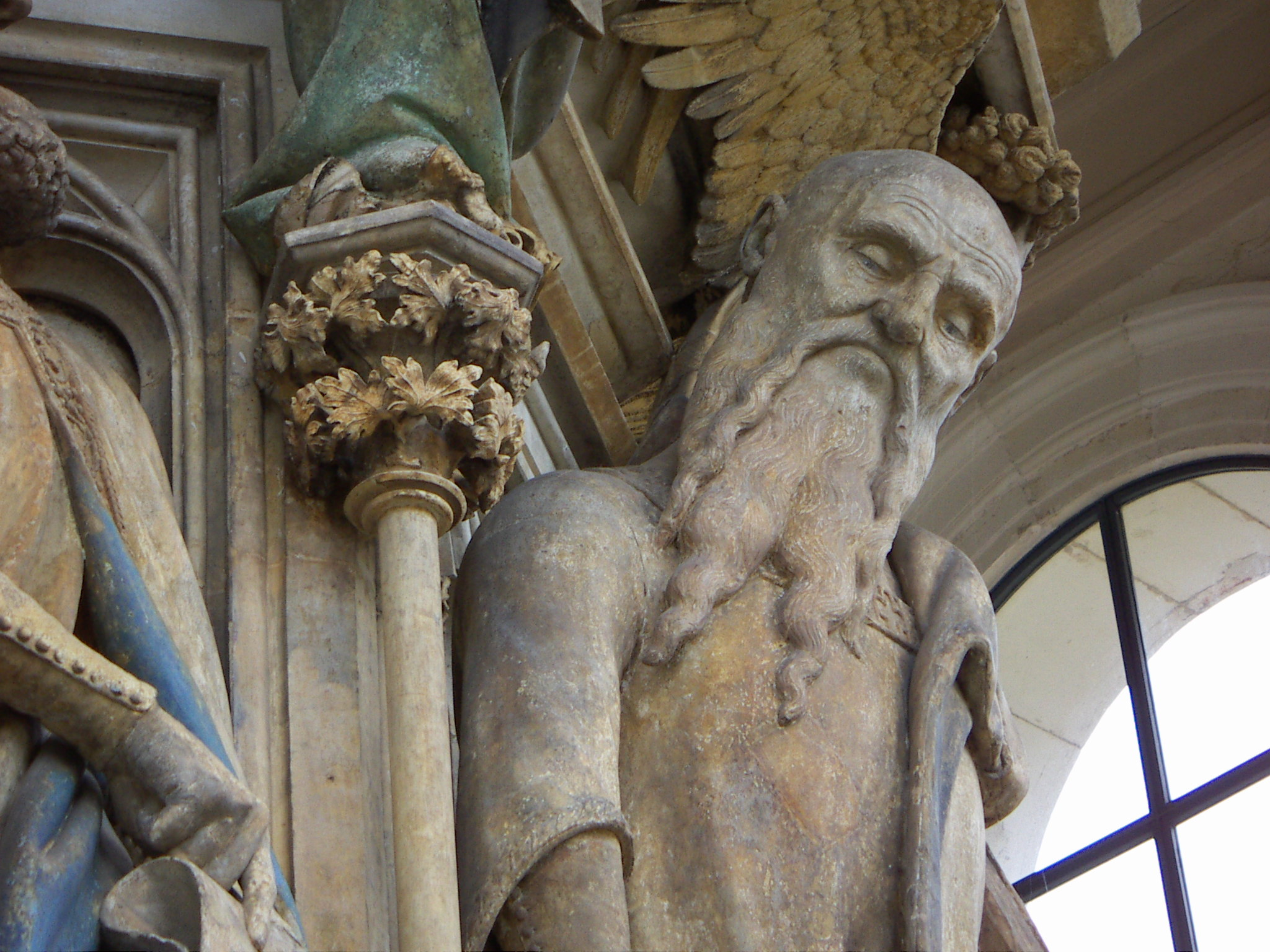
Jesaja
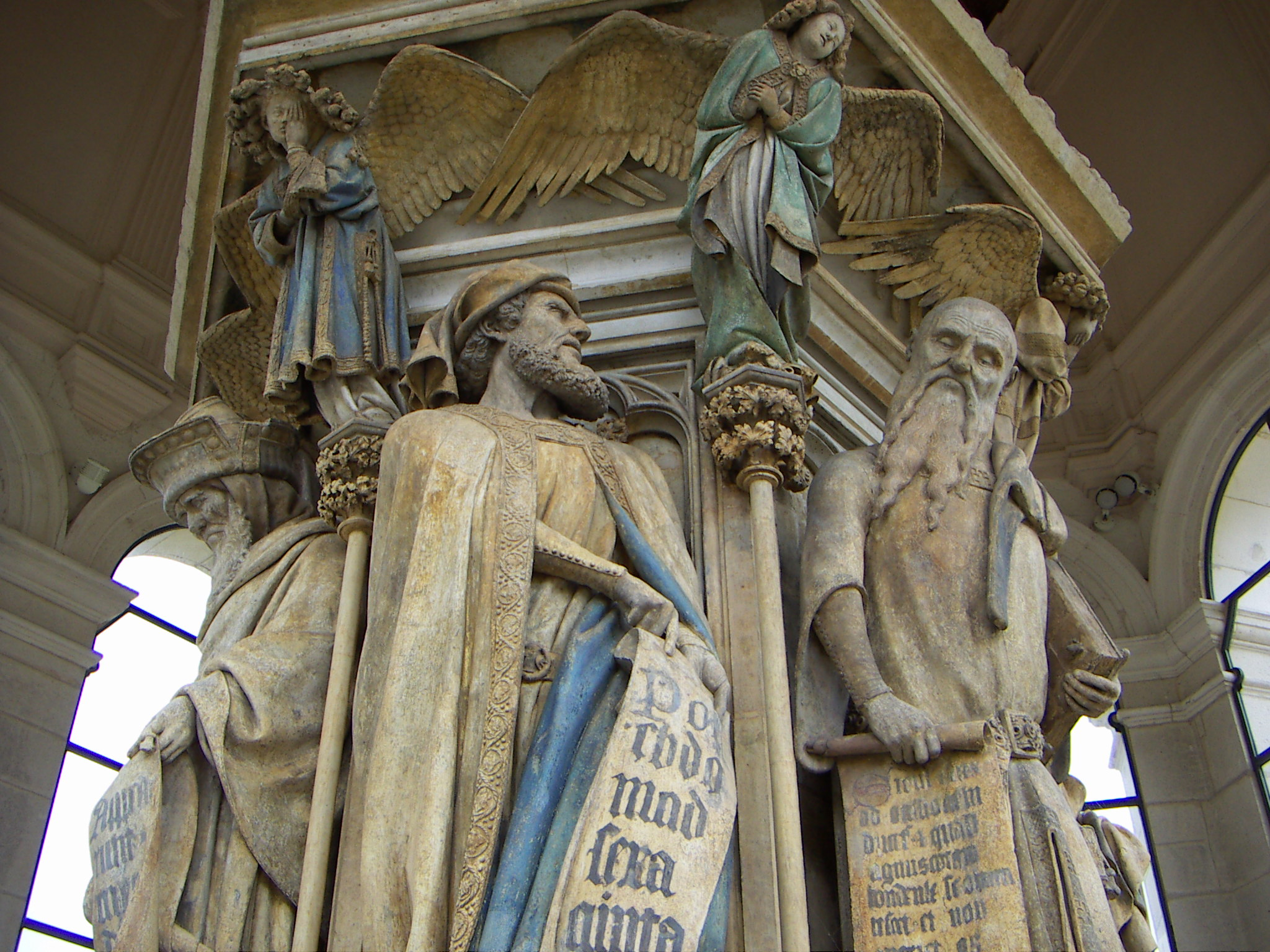
Zacharias, Daniel und Jesaja
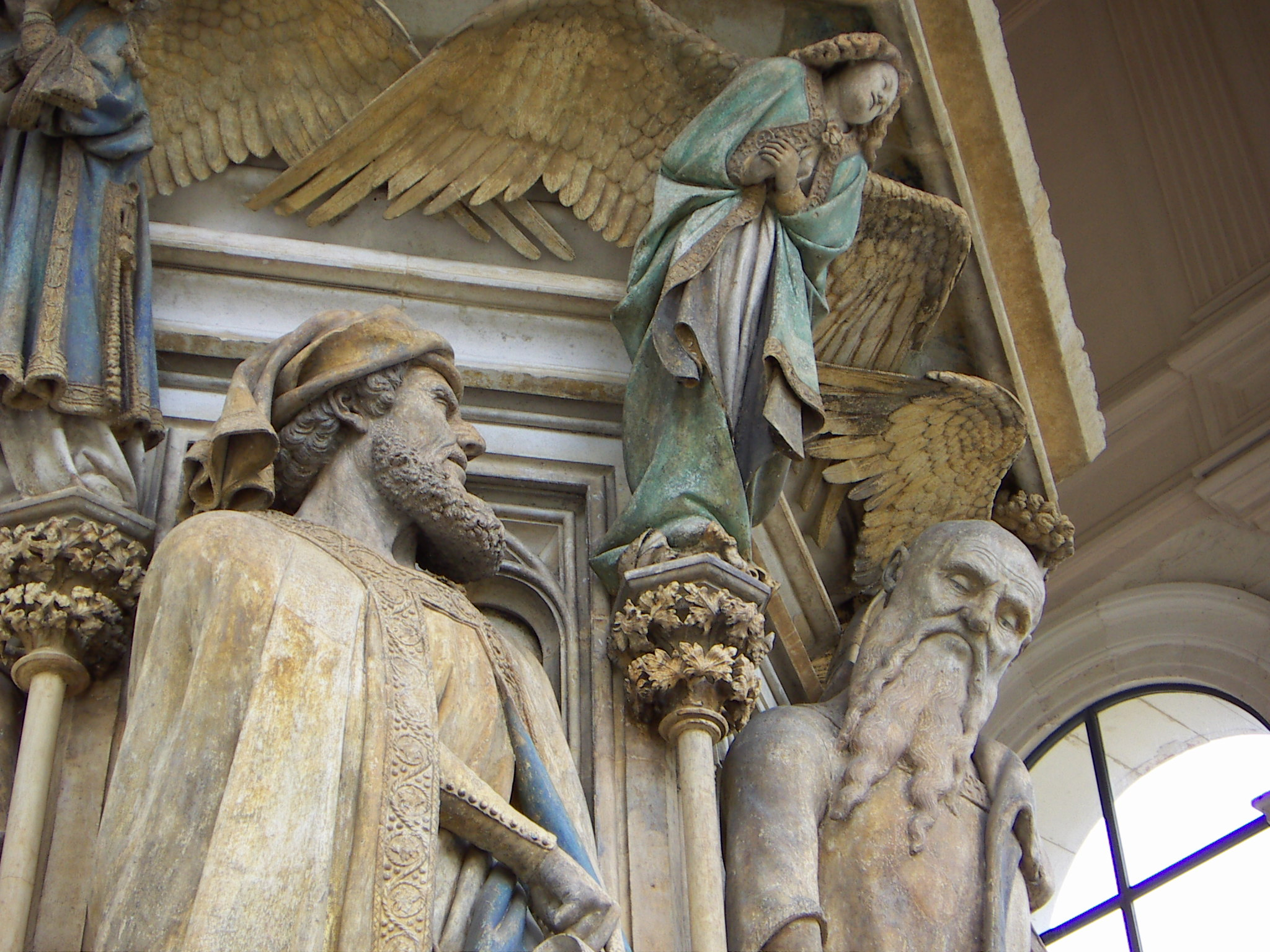
Daniel und Jesaja

## Kunstgeschichtliche Bedeutung
Der Kunsthistoriker Ernst Gombrich schrieb über dieses Werk im Vergleich zu Donatello:

„Wir brauchen nur an die gotischen Bildwerke der großen Kathedralen zurückzudenken, um zu ermessen, wie vollständig Donatello mit der Vergangenheit gebrochen hat. Diese gotischen Statuen schweben an den Seiten der Kirchenportale in ruhig-feierlichen Reihen wie Wesen aus einer anderen Welt. Donatellos heiliger Georg steht fest auf dem Boden, beide Füße auf die Erde gepflanzt, als wäre er entschlossen, keinen Schritt zu weichen. Sein Ausdruck hat nichts von der unpersönlichen verklärten Schönheit mittelalterlicher Heiliger – hier ist alles konzentrierte Energie... Einzelheiten wie die Hände oder die Brauen des Heiligen beweisen, dass (Donatello) sich von den überlieferten Formen ganz frei gemacht hat. Man sieht, dass er den menschlichen Körper am lebenden Modell studierte. Die Florentiner Meister am Anfang des fünfzehnten Jahrhunderts gaben sich nicht mehr damit zufrieden, die alten Formeln der mittelalterlichen Kunst zu wiederholen... 

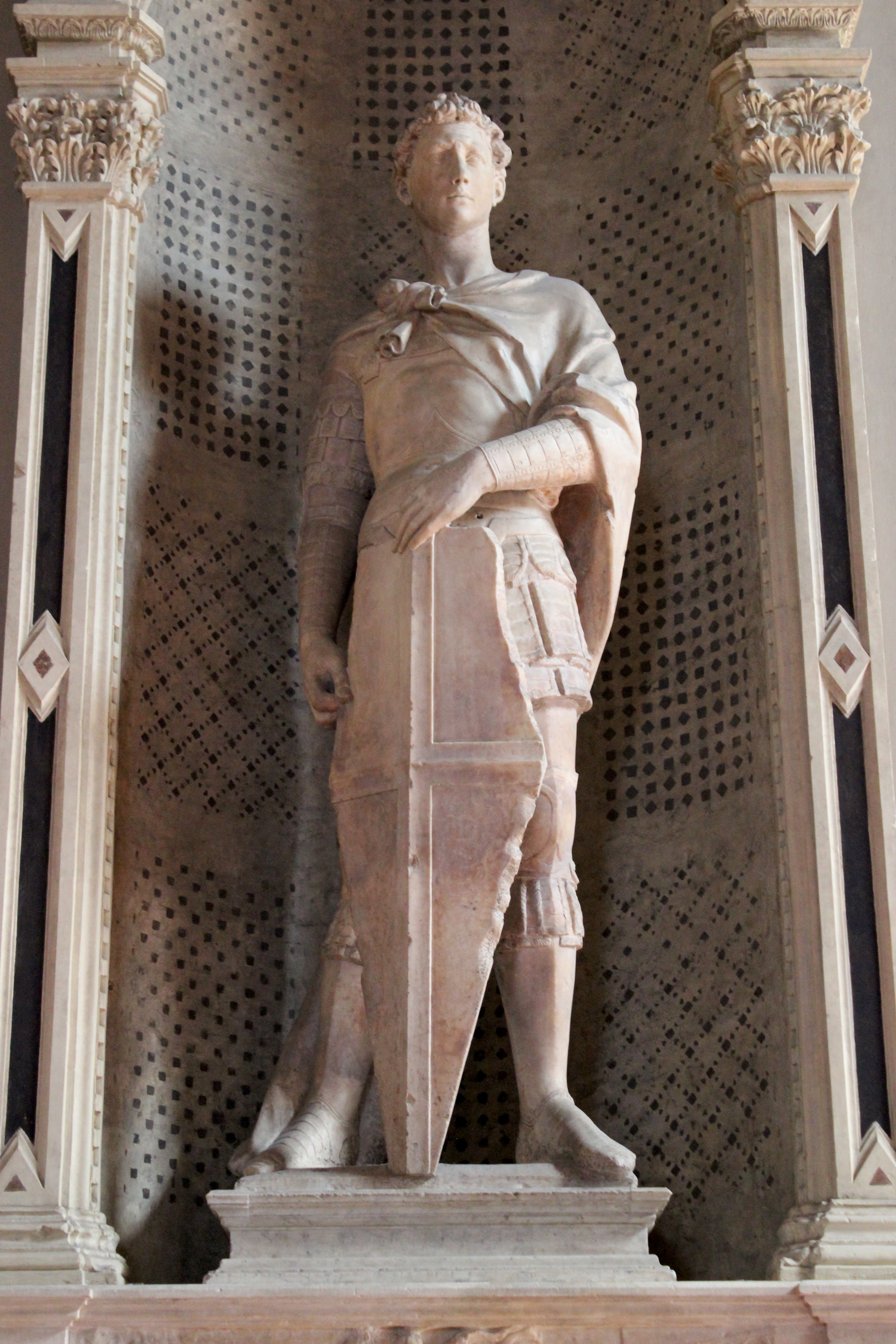
Heiliger Georg von Donatello, Bargello-Museum, Florenz

Genau wie die Generation Donatellos in Florenz der Überfeinerung des „weichen“ Stils müde war und sich nach kräftigeren Gestalten sehnte, so trat auch im Norden ein Bildhauer auf, dessen Kunst lebensvoller und unkomplizierter war als der überzarte Stil seiner Vorläufer. Dieser Bildhauer war Claus Sluter... Seine berühmteste Arbeit ist eine Prophetengruppe... Nach der kirchlichen Auslegung waren es die Propheten, deren Worte die Passion vorherverkündet hatten. Darum hält jeder ein Buch oder eine Schriftrolle in der Hand, auf denen die betreffende Textstelle zu lesen steht, und scheint die kommende Tragödie im Geiste zu schauen. Auch das sind nicht mehr die feierlich-strengen Gestalten, die einst die gotischen Portale flankierten. Sie unterscheiden sich von der Kathedralsplastik nicht weniger als Donatellos heiliger Georg... 
Der Mann mit dem Turban ist Daniel, der Kahlkopf Jesaja. Diese überlebensgroßen Gestalten, die noch Spuren der alten Gold- und Farbenpracht aufweisen, wirken so, als träten sie gerade auf die Bühne eines mittelalterlichen Mysterienspiels, um ihre Rolle aufzusagen. Tatsächlich begannen auch die alten Passionsspiele meist mit dem Erscheinen der Propheten. Und doch darf man über dieser frappanten Naturtreue nicht die künstlerische Kraft vergessen, mit der Sluter diese wuchtigen Gestalten ins Leben gerufen hat, noch die Würde ihrer Erscheinung, die er durch den feierlichen Wurf der Falten zu erhöhen wusste.“